# Alone (пісня Алана Вокера)
«Alone» — пісня норвезького продюсера і ді-джея Алана Вокера. Вокалісткою стала Нуні Бао. Сингл був випущений на комерційній основі 2 грудня 2016.

## Сертифікації
| Регіон                                                      | Сертифікація          | Продажі |
| ----------------------------------------------------------- | --------------------- | ------- |
| Австралія (ARIA)                                            | Золотий               | 35 000  |
| Австрія (IFPI Austria)                                      | Платиновий            | 30 000  |
| Канада (Music Canada)                                       | Золотий               | 40 000  |
| Данія (IFPI Denmark)                                        | Золотий               | 45 000  |
| Франція (SNEP)                                              | Золотий               | 66 666  |
| Німеччина (BVMI)                                            | Платиновий            | 400 000 |
| Італія (FIMI)                                               | Платиновий            | 50 000  |
| Мексика (AMPROFON)                                          | 3× Платиновий+Золотий | 210 000 |
| Норвегія (IFPI Norway)                                      | 4× Платиновий         | 160 000 |
| Польща (ZPAV)                                               | Платиновий            | 50 000  |
| Португалія (AFP)                                            | Золотий               | 5000    |
| Швеція (IFPI Sweden)                                        | 3× Платиновий         | 120 000 |
| Іспанія (PROMUSICAE)                                        | Золотий               | 20 000  |
| Швейцарія (IFPI Switzerland)                                | 2× Платиновий         | 60 000  |
| Велика Британія (BPI)                                       | Срібний               | 200 000 |
| США (RIAA)                                                  | Золотий               | 500 000 |
| продажі+прослуховування, що базуються лише на сертифікаціях |                       |         |